# Lux (film)
Pour les articles homonymes, voir Lux.
Pour plus de détails, voir Fiche technique et Distribution.
LUX est un film suisse réalisé par Mateo Ybarra et Raphaël Dubach en 2020.

## Synopsis
En 2019, Genève et son aéroport sont menacés par l’attaque d’un groupe terroriste anticapitaliste : le Global Liberation Front. L’armée suisse est immédiatement mobilisée pour lutter face à cette crise sécuritaire. Tel tient en quelques mots l’énoncé rocambolesque de "LUX", le colossal exercice de simulation de l’armée suisse. Dix jours durant lesquels 1500 militaires ont pris part à un jeu grandeur nature pour faire face à la menace fictive.

## Fiche technique
- Titre : LUX
- Réalisation : Mateo Ybarra et Raphaël Dubach
- Scénario : Mateo Ybarra et Raphaël Dubach
- Photographie : Raphaël Dubach
- Son : Aude Sublet
- Montage : Mateo Ybarra, Raphaël Dubach et Lucia Martinez Garcia
- Production : L'Artifice
- Diffusion : L'Artifice
- Pays de production :  Suisse
- Genre : documentaire
- Durée : 71 minutes
- Dates de sortie : juin 2021

## Sélection
- Locarno Film Festival 2020[2].

## Récompense
- Prix SRG SSR Section Film After Tomorrow 2020 au Locarno Film Festival 2020[3].